# Waysted (EP)
Waysted è un mini-album dei Waysted, uscito nel 1984 per l'Etichetta discografica Music For Nations.

## Tracce
1. Won't Get Out Alive
2. Heaven Tonight
3. The Price You Pay
4. Rock Steady
5. Hurt So Bad
6. Cinderella Boys

## Formazione
- Fin - voce
- Neil Shepherd - chitarra
- Pete Way - basso
- Andy Parker - batteria